# Breitspurbahn
Breitspurbahn  was de Duitse benaming voor een voor Nazi-Duitsland gepland nieuw breedspoorwegnetwerk dat de belangrijkste steden van Europa moest verbinden. 

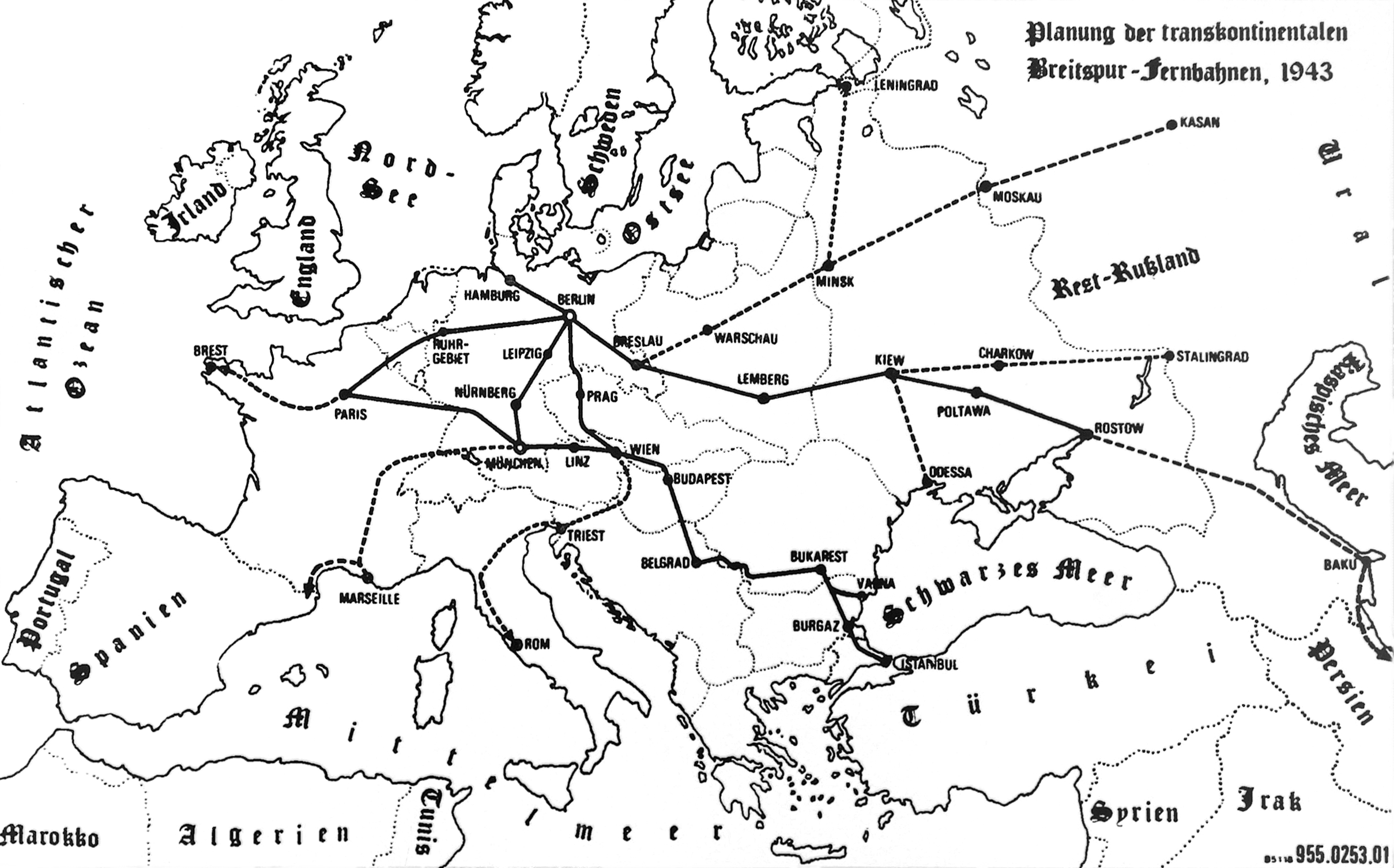
Voorgestelde routekaart 1943

## Inleiding

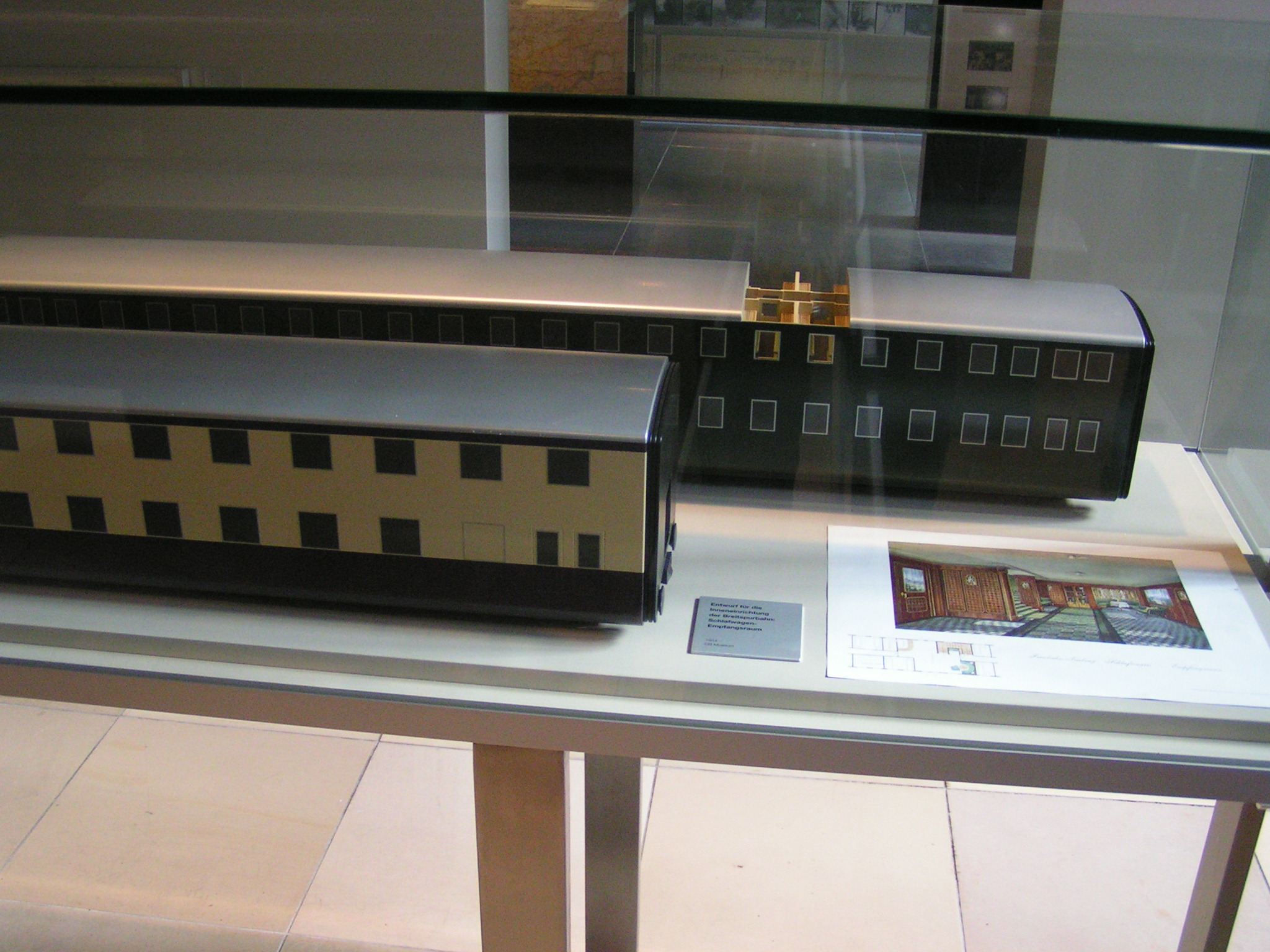
Modellen van dubbeldekswagens in het DB-Museum, Nürnberg

Breitspurbahn is in het algemeen de Duitse term voor een spoorweg met breedspoor, maar de term staat vooral bekend als Adolf Hitlers persoonlijke idee om een spoorlijn aan te leggen op 3000 mm breed spoor. Hij ontwierp dit plan voor de Deutsche Reichsbahn en de Duitse spoorwegindustrie, tussen mei 1942 en de laatste oorlogsdagen in 1945. Hitler was niet alleen verzot op architectuur, vergroot tot onmenselijke afmetingen, maar ook op schaalvergroting op andere gebieden zoals wapentechnologie en infrastructuur. Ook hier wilde hij de voorgangers overtreffen. Zijn voorstel tot een nieuw spoornetwerk moest een spoorbreedte van 3 meter krijgen en de treinen daarvoor moesten dan ook een daarbij behorende afmeting krijgen. Van het begin af aan gold de Breitspurbahn als persoonlijk "speelgoed" van Hitler en de plannen werden nooit uitgevoerd.

## Ontstaansgeschiedenis
Door de Eerste Wereldoorlog en de daarop volgende herstelbetalingen waren de Duitse spoorwegbedrijven in verval geraakt.
Na de hereniging van de Reichsbahn en de economische opleving tijdens het nationaalsocialisme wilden Reichsbahnexperts met groot opgezette wederopbouwprogramma's een sprong vooruit maken, na een tijd waarin autosnelwegen de prioriteit hadden. De raad van de Oberreichsbahn, onder leiding van Günther Wiens, maakte een concept voor een spoorweg met vier sporen op een verhoging, waarop snelheden van 200 km/h voor personentreinen en 100 km/h voor goederentreinen gehaald moesten worden. Het spoor zou zonder overwegen worden aangelegd en zou van noord naar zuid en van oost naar west dwars door Duitsland heen moeten gaan.
Vanaf 1939, en in het bijzonder vanaf het begin van de oorlog met de Sovjet-Unie in 1941, begonnen de nazi's plannen te bedenken voor de Lebensraum im Osten, het te koloniseren gebied buiten het oorspronkelijke Duitse grondgebied. Hitler beschouwde zee- en binnenvaart als onrendabele verkeersmiddelen. Zeker voor het massatransport in het oosten van Europa zou het spoorwegnetwerk het belangrijkste verkeersmiddel zijn. De autarkieplannen van het door Duitsland gedomineerde Europa gaven reden voor de nationaalsocialistische toekomstplannen. Een belangrijk plan was om in 1941 een verdubbeling van de goederentransporten en een verveelvoudiging van het personenvervoer te behalen.
Nadat ingenieur Fritz Todt zich met de plannen ging bemoeien, stelde hij aan Hitler voor een superieure spoorweg te creëren die alle huidige types in het niet zou doen vallen. Dit zou in de plaats moeten komen van de plannen van Hitler, omdat Hitlers idee onuitvoerbaar leek door het hoge futuristische gehalte en andere onpraktische zaken. Het originele plan met vier spoorstaven werd verworpen.

## Concept

Vergelijking tussen normaal- en breedspoor

Nadat Hitler in mei 1942 persoonlijk aan de Reichsbahn en het ministerie van verkeer de opdracht gaf de Breitspurbahn te ontwikkelen, werd met een spoorbreedte van 4000 mm gerekend. In latere documenten werd dit gereduceerd tot 3000 mm. Het omgrenzingsprofiel werd 7500 mm hoog (meer wanneer een bovenleiding zou worden gebruikt), en zou 8000 mm breed worden.
Het megaproject zou een maximumsnelheid van 250 km/h en een asdruk van 35 ton moeten krijgen. Er zouden circa 500 m lange personentreinen voor meer dan 1500 reizigers en 1100 tot 1200 m lange goederentreinen met maximaal 10 000 t totaal gewicht komen (iets dat niet abnormaal is). Ook het goederenvervoer zou met 100 km/h sneller zijn dan wat in die tijd normaal was; de goederen zouden met gigantische omslaginstallaties en containerwerkzaamheden snel te laden en lossen zijn. Voor de personentreinen had Hitler persoonlijke ontwerpen voor uiterst luxueuze dubbeldekkertreinen.
Er zouden aparte personen- en goederensporen komen. In Germania (de nieuwe naam voor Berlijn die Hitler in gedachten had als nazi-Duitsland de oorlog gewonnen had) en München zouden knooppunten komen. De bouw zou rond midden 1943 moeten beginnen en omvatte:
- Oost-West-Trasse voor verbinding met de veroverde gebergtes: (Perzië/Indië - Bakoe -) Rostov - Stalino (huidige Donetsk) - Poltava (/ Odessa / Stalingrad (huidige Wolgograd) - Charkov) - Kiev - Lemberg - Krakau - Katowice - Breslau - Cottbus - Germania (Berlijn) - Hannover - Bielefeld - Ruhrgebied (- Nederland - Groot-Brittannië /) - Aken - Antwerpen - Gent - Parijs (- Brest) en Aken - Luik - Saint-Quentin - Parijs; buitenom de geplande verlenging van Germania (Berlijn) en Breslau naar Warschau, Minsk, Leningrad (huidige Sint-Petersburg) (- Finland) / Moskou, Kazan (- Chabarovsk - Vladivostok / - Kazachstan - Afghanistan - Indië / - Jakoetsk - Alaska - Canada - USA), Rostov - Moskou - Sint-Petersburg, en Hamburg en Berlijn naar Kaliningrad, Riga (- Moskou) / Vilnius (- Minsk - Kiev)
- Noord-Zuidoost-Trasse: (Nederland -) Hamburg - Wittenberge - Germania (Berlijn) - Leipzig - Gotha - Bamberg - Neurenberg - München - Simbach am Inn - Linz - Wenen - Pressburg (huidige Bratislava) - Boedapest - Belgrado - Boekarest - Varna / Boergas - Istanboel (- Syrië), en Boedapest - Boekarest
- Noord-Zuid-Paralleltrasse: Germania (Berlijn) - Dresden - Aussig - Praag - Jihlava - Znojmo - Wenen (- Triëst - Rome)
- Oost-West-Trasse II: (Moskou - Kiev - Pressburg -) München - Augsburg - Stuttgart (- Ruhrgebied /) - Karlsruhe (- Marseille - Spanje /) - Metz - Reims - Parijs

Perronhoogte:
- Hoge perrons: 1200–1500 mm
- Lage perrons: 200–550 mm

Spoorlengte bij wisselplaatsen:
- Minimaal 1600 m

## Rollend materieel
De voertuigindustrie en de Reichsbahnverwaltung maakten een groot aantal concepten voor locomotieven, treinstellen, rijtuigen en goederenwagons voor het breedspoor. Voor de looptechniek werden in de ontwerpen overwegend vierassige draaistellen of dubbeldraaistellen gebruikt, voor de goederenwagons ook zesassige draaistellen. Vanwege de hoge krachten zou er een automatische koppeling op komen. Voor de personentreinen SA3-koppeling en voor de goederentreinen Janney-koppeling. De rijtuigen waren dubbeldeks met boerendeuren en steektrappen voor hoge en lage perrons.

### Locomotieven
Er waren ontwerpen voor 33 locomotieven die op stoom, diesel of gas zouden rijden, en 8 elektrische locomotieven. De eerste 33 waren standaard stoomlocomotieven, stoommotorlocomotieven, stoomturbo-elektrische, stoomturbomechanische, gasturbo-elektrische, gasturbomechanische, dieselhydraulische en dieselelektrische locomotieven. De ontwerpen reikten van twaalf assen (3'Fo3') met een lengte van 28,4 m tot 52-assige monsters van 128 m lang (asformule 2'Fo'Fo'2'+5T5+5T5+2'Fo'Fo'2').
Voor de sneltreinlocomotieven werd gekozen voor diesel-hydraulische of turbomechanische werking (stoom en gas); voor de goederentreinen had stoom- of stoomturbomechaniek de voorkeur. De ontworpen elektrische locomotieven waren gelijk aan de andere en kwamen overeen met de technische ontwikkeling van die tijd. De uiteindelijk gekozen types hadden een geschat vermogen van 11 400 kW (15 500 pk) tot 18 400 kW (25 000 pk).

### Treinstellen
Treinen voor personenvervoer werden eveneens ontworpen. Ontwerpen voor vijf dieselelektrische, dieselhydraulische en elektrische meerdere-eenheid treinen, en voor acht elektrische treinen waren beschikbaar. De twee verdiepingen tellende ontwerpen met hun ruimtes voor machines, boulevard, bars, lounges, portierslokalen en trappen aan de uiteinden van de wagens en de tweemaal zo hoge eetzaal doen meer denken aan een schip dan aan een trein. De treinstellen bedoeld voor 250 km/h hadden in de vijfledige varianten tussen 12 800 (17 500 pk) en 18 000 kW (24 500 pk) vermogen; de achtdelige variant was waarschijnlijk de krachtigste ooit geplande met 28 800 kW (ruim 39 000 pk) motorvermogen.

### Rijtuigen
Als passagiersrijtuigen voor de getrokken treinen werden op alle acht lijnen dubbeldeks rijtuigen gepland, 42 m lang, 6 m breed en 7 m hoog. Zij namen dus ongeveer negen keer zo veel ruimte in als gewone passagiersrijtuigen. Er zijn ontwerpen voor verschillende dergelijke rijtuigen:
- Passagier 1e/2e klasse (AB8ue): 
  - 12 vakken × 4 plaatsen = 48 plaatsen, 1e klasse
  - 24 compartimenten  × 6 plaatsen = 144 zetels, 2e klasse
  - bar
  - lounge
  - leesruimte
  - 2 bagageruimtes
  - 12 toiletten
- Passagier 3e klasse (C8ue): 
  - 56 compartimenten en 2 lounges = 460 zetels
  - 2 huisdierkamers
  - 12 toiletten
- Passagier 1e/2e/3e klasse (ABC8ue): 
  - 8 vakken × 4 plaatsen = 32 plaatsen, 1e klasse
  - 16 compartimenten × 6 plaatsen = 96 plaatsen, 2e klasse
  - 32 compartimenten × 8 plaatsen =  256 plaatsen, 3e klasse
  - 2 huisdierkamers
  - 16 toiletten
- Restauratiewagen 1e/2e klasse: 
  - 130 zitplaatsen aan 24 tafels[bron?]
  - dressoir
  - keuken
  - afwasruimte
  - werkgebied
  - personeelsruimte
- Passagier met eetkamer, 3e klasse: 
  - 28 vakken  × 8 plaatsen = 224 zetels, 3e klasse
  - 176 zitplaatsen in de eetkamer
  - keuken
  - dressoir
  - personeelsruimte
  - 3 toiletten

Voor de gebruikelijke bagage- en postdiensten en het laden van auto's moesten daarnaast aangeboden worden:
- Bagage-, post- en autotransportwagons: 
  - bagageruimten
  - pakketpostruimte
  - personeelshutten
  - kantine
  - keuken
  - washok
  - bureau voor de beheerder van de laadruimte
  - post-payrolloffice
  - autogarage met ongeveer zes parkeerplekken
  - hondenkennel
- Bagage-, post- en autotransportwagons met kogelvrije faciliteiten: 
  - 2 autogarages
  - 2 bagage- en postkamers
  - kantine
  - hondenkennel
  - personeelslokaal
  - rustcompartiment voor treinbestuurders
  - portier en verdedigingspersoneel
  - kamer
  - afweergeschutskoepel (meerdere 20 mm-kanonnen) en munitievoorraad
- 1e/2e klasse dwarsliggers: 
  - 16 compartimenten = 16 bedden 1e klasse (= 32 bedden in 2e klasse)
  - 19 compartimenten = 41 bedden 2e klasse (= 82 bedden 3e klasse)
  - ontbijtkamer
  - keuken
  - 2 badkamers
  - 2 bagageruimtes
  - huisdiergebied
  - 10 toiletten
- 1e/2e klasse dwarsliggers[bron?]  met longitudinale en laterale bedden: 
  - 50 vakken 50 bedden 1e klasse (= 100 bedden in 2e klasse)
  - ontbijtkamer
  - theekeuken
  - dressoir
  - kapsalon
  - wachtkamer
  - controlekamer
  - slaap- en bewakerskamers voor personeel
  - stam
  - 5 toiletten
- Dag- en nachtwagen 2e klasse: 
  - 104 vakken 104 zetels, 2e klasse (208 zetels 3e klasse)
  - 2 huisdierkamers
  - 12 toiletten
- Dag- en nachtwagen 3e klasse: 
  - 44 vakken × 6 zetels = 264 zetels, 3e klasse
  - ontbijtzaal
  - koffiekeuken
  - 2 badkamers
  - 3 huisdierkamers
  - 2 bagageruimtes
  - 10 toiletten

Speciale wagens:
- Badwagen: 
  - vrouwen- en mannenkapsalon
  - 4 badkamers
  - 20 douches
  - 2 wachtkamers
  - huisdierkamer
  - 2 linnenkasten
  - 4 toiletten
- Bioscoopwagen: 
  - 196 zetels
- Laatste wagen: 
  - 4 vakken × 4 zetels = 16 zitplaatsen, 1e klasse
  - 8 compartimenten  × 4 zetels = 32 plaatsen, 2e klasse
  - 20 compartimenten  × 8 zetels = 160 zitplaatsen, 3e klasse
  - kamer met koud buffet
  - gallery
  - 2 bagageruimtes
  - 10 toiletten
- De laatste wagen was bedoeld als aerodynamische sluiting aan het eind van de trein; de platte achterkant liep als observatiekoepel.

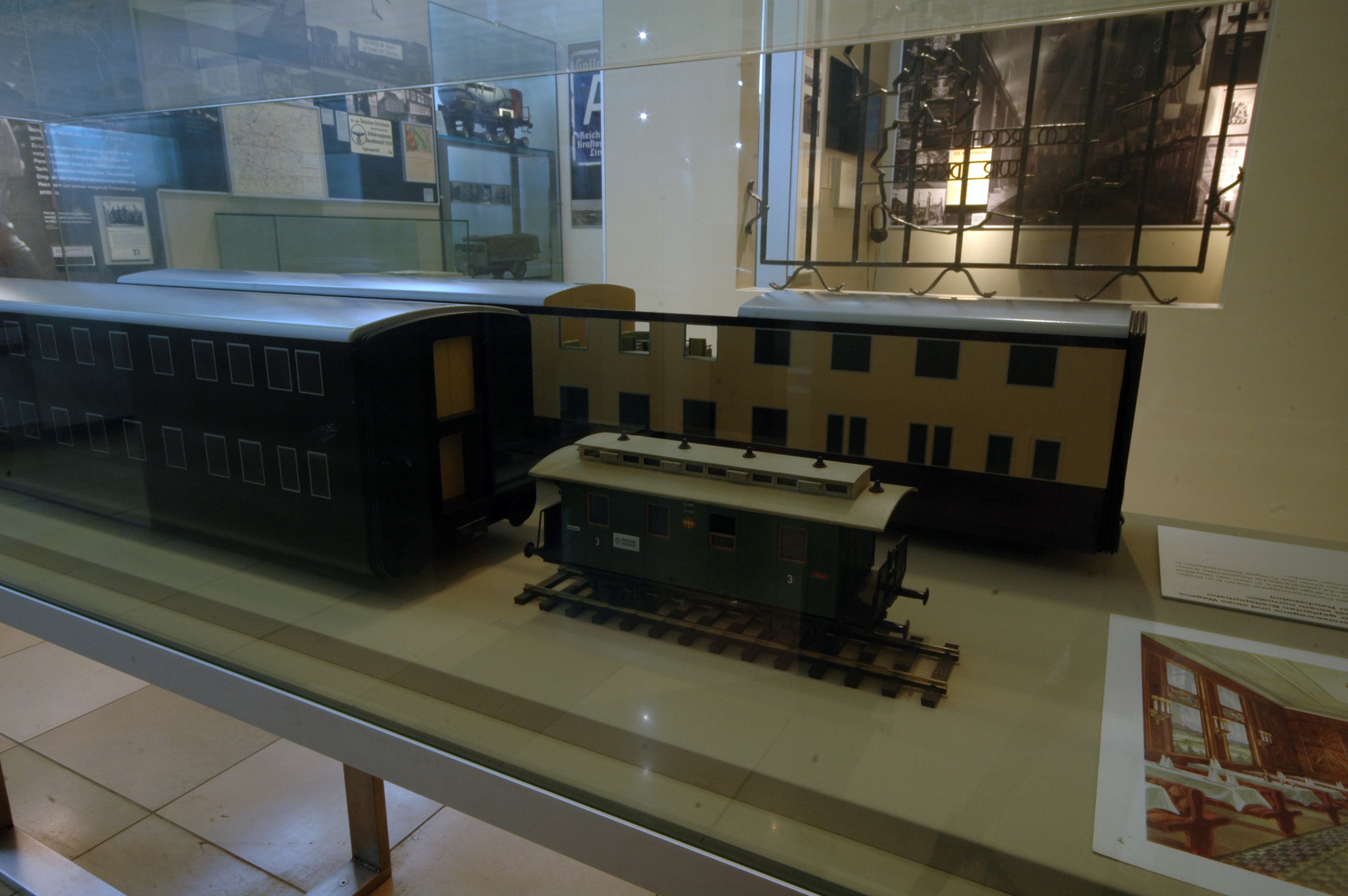
Een slaapwagen en een ander vervoermiddel voor "Oost-werknemers" van het breedspoor, in het DB-Museum Nürnberg

- Zoals gepland door Hitler voorzag de "Oost-werknemerwagen" een grote keuken-winkelwagen in hun voedselvoorziening:
- Dag- en nachtwagen voor zogenaamde Oost-werknemers: 
  - 58 volledige en 4 halve vakken, 480 zetels
  - overhandigen[bron?]
  - afwasruimte
  - stal
  - kleuterschool
  - eetkamer
  - 2 huisdierkamers
  - 18 toiletten
- Industriële keukens, post- en bagagewagen: 
  - bagageopslag
  - postkamer
  - eetkamer
  - wasserij en slaapkamers voor personeel
  - hondenkennels
  - grote keuken met koude kamers

Volgens de beschrijving zijn het geen rijtuigen voor het vervoer van dwangarbeiders en gevangenen; zij moesten immers voldoen aan comfortnormen als toeristische trein van de strijdkrachten in de Tweede Wereldoorlog en voor het vervoer van seizoenarbeiders dienen.

## Baanvak

### Bovenbouw
Voor de bovenbouw van de Breitspurbahn werden verschillende mogelijkheden overwogen, met inbegrip van conventionele transversale dwarsliggers met drempels van alle toenmalige materialen (massief hout, gewapend beton, staal), halve dwarsliggers, (plaatsing van elke rail op een eigen smalle drempel en verbonden door een gebogen rooster van ijzer) en bijna longitudinale dwarsliggers of 'trackmuur', wat thans ballastloos spoor heet. Het memorandum breedspoor concludeert dat waarschijnlijk de trackmuurbouw de voorkeur geniet met het oog op belasting en toekomstige onderhoudskosten. Via rubberen en/of metalen springveren zouden druk en vibraties afgevoerd worden naar de fundering. Twee muren uit voorgespannen beton, met elkaar verbonden, zouden volgens dit plan een mogelijke fundering zijn.  Als een voordeel van de continue betonnen sporen, werd beweerd dat de brede transversale ruimte tussen de rails als onderhoudsweg en militaire weg bruikbaar zou zijn geweest.

### Voeding
Een energievoorziening moest worden ontworpen voor de nieuwe elektrische locomotieven (de zogenoemde "niet-energie-eigen stationvoertuigen"). De elektrificatie van de Europese spoorwegen was in de jaren 1930 en 1940 grotendeels doorgevoerd. In Duitsland was een bovenleidingsysteem aangelegd dat in wezen nog steeds gebruikt wordt: een enkelfasig systeem met 15 kV wisselspanning en een frequentie van 16⅔ hertz. Volgens de decreten van de Reichminister van vervoer Julius Dorpmüller uit het jaar 1941 moest dit systeem ook in het breedspoor worden toegepast. Aangezien de gespecificeerde prestaties van de geprojecteerde locomotieven aanzienlijk hoger moesten zijn dan in het normaalspoor, zou de gebruikelijke spanningvoerende draad van de bovenleiding  niet meer kunnen voldoen aan het noodzakelijke voltage. Het zou nodig zijn de spanning op te voeren tot 50 kV of zelfs 100 kV en 50 of 60 Hz (driefasige of enkelfasig). Het zou dan praktischer worden om via een extra spoorstaaf van driefasige, zoals gebruikelijk bij metrotreinen, de benodigde stroom aan te voeren. Ook zouden de bestaande transformatorstations omgebouwd of zelfs geheel nieuw ontworpen moeten worden.

## Verbinding met Hitlers stedelijke ontwikkelingsplannen
Het idee van deze spoorlijn van de overtreffende trap lag in lijn met de monumentale stijl van de gedeeltelijk gerealiseerde maar door de oorlog niet voltooide bouwprojecten voor Berlijn en andere voor de nazi's belangrijke steden als Linz, München, Wenen en Neurenberg. Een voorbeeld van deze plannen was de noord-zuid-as van Berlijn. In Berlijn moesten twee nieuwe gigantische treinstations op het einde van het noorden en het zuiden van de genoemde monumentale as de bestaande eindstations vervangen. Het Zuidstation alleen zou al groter worden dan Grand Central Terminal in New York, op dat moment en tot op vandaag het grootste treinstation in de wereld.